# Семенина, Игорь Богданович
И́горь Богда́нович Семени́на (укр. Ігор Богданович Семенина; род. 1 января 1989, Тернополь) — украинский футболист, полузащитник
Воспитанник школы тернопольского футбола. До того, как перешел в тернопольскую «Ниву», в которой провел три года и завоевал право выступать в первой лиге, выступал за СДЮШОР Тернополь.

## Игровая карьера

### «Нива» Тернополь
Воспитанник тернопольского футбола. Первые тренеры — Богдан Бучинский и Андрей Яблонский. В тернопольской «Ниве» дебютировал в 2007 году во Второй лиге чемпионата Украины. С этой командой становился победителем турнира Второй лиги 2008/09.
В марте 2010 года подписал контракт с «Феникс-Ильичёвцем». В июле 2010 года перешёл в «Нефтяник-Укрнефть», где, по собственным словам, наиболее рос как футболист. В этой команде Семенина поиграл с опытными игроками, многие из которых прошли школу украинской Премьер-лиги. Выступая в Ахтырке, получил травму колена, некоторое время лечился. Восстановившись, искал новую команду. Так в карьере футболиста появились ФК «Львов» и «Энергетик». Игра футболиста в Бурштыне не устраивала тренеров «энергетика», и зимой 2012 года он занялся поисками новой команды. Проходил просмотр в белоцерковском «Арсенале», в составе которого провёл две игры на мемориале Макарова. В одном из матчей отличился забитым голом в ворота «молодёжки» киевского «Динамо». Далее уехал на просмотр в МФК «Николаев». Когда тренер «корабелов» Руслан Забранский спросил у Семенины, какую он хочет зарплату, то услышал ответ: «Мне всё равно. Я хочу играть в Первой лиге».

### «Николаев»
К «Николаеву» Семенина присоединился поздней зимой, не проведя с партнёрами полноценных зимних сборов. Набирал физическую форму за счёт игр, много работал, и со временем стал одним из лидеров команды, любимцем николаевской публики и одним из лучших её бомбардиров. Игрока выделяли журналисты всеукраинских и местных изданий, а также тренеры команд-соперниц.
Через год контракт Семенины с «корабелами» закончился, и футболист не спешил заключать новый. Интерес к полузащитнику проявлял аутсайдер Премьер-лиги «Металлург» (Запорожье). По приглашению Анатолия Заяева футболист проходил тренировочный сбор в составе «Металлурга». После трагической гибели тренера запорожцев в ДТП, новый тренерский штаб от услуг Семенины отказался.

### «Олимпик»
Из «Николаева» Семенина перешёл в донецкий «Олимпик». В новой команде Игорь в первом матче вывел команду с капитанской повязкой. С этим клубом Семенина стал победителем Первой лиги сезона 2013/14 и 26 июля 2014 года в игре с одесским «Черноморцем» дебютировал в Премьер-лиге. Второго матча в Премьер-лиге пришлось ждать более месяца. Лишь в 6-м туре Семенина вновь появился на поле. Из-за травмы играющего президента команды Владислава Гельзина Семенина был включён в заявку на матч-дерби против «Металлурга». Войдя в игру за 18 минут до окончания Игорь в компенсированное время забил победный гол. 9 декабря 2015 года стало известно, что Семенина с «Олимпиком» прекратили сотрудничество по обоюдному согласию.

### «Черкасский Днепр»
27 декабря 2015 года было сообщено, что Игорь продолжит карьеру в клубе «Черкасский Днепр». В Черкассы Семенина приходил будучи уже опытным, статусным футболистом, заменил в основе травмированного лидера Скепского и в итоге с 4 голами стал лучшим бомбардиром команды, ставшей серебряным призёром первой лиги. В следующем сезоне Игорь потерял место в основе, играл мало, а после назначения в ноябре 2016 года главным тренером команды Вадима Евтушенко и вовсе принял участие в одном матче. Официально покинул клуб в июне 2017 года.

### «Гелиос»
6 июля 2017 года стал игроком харьковского «Гелиоса», но уже через 6 месяцев покинул клуб в связи с завершением контракта.

### «Николаев»
В январе 2018 года вернулся в МФК «Николаев».

### «Нива» Тернополь
31 декабря 2020 года подписал контракт с Нивой, спустя 13 лет вернувшись в родной клуб.

## Стиль игры
Артур Валерко, обозреватель портала Football.ua, так охарактеризовал футболиста: «„Светлая голова“, неплохой распасовщик, обладающий необычным ударом, способным доставить мяч в ворота с дальнего расстояния, нередко — по замысловатой траектории».

## Вне футбола
Женат. Жена — Анастасия
.

## Статистика по сезонам
По состоянию на 21 декабря 2014 года
| Клуб              | Сезон            | Чемпионат        | Чемпионат | Чемпионат | Дубль | Дубль | Кубок | Кубок | Другое | Другое | Итого | Итого |
| Клуб              | Сезон            | У                | Игры      | Голы      | Игры  | Голы  | Игры  | Голы  | Игры   | Голы   | Игры  | Голы  |
| ----------------- | ---------------- | ---------------- | --------- | --------- | ----- | ----- | ----- | ----- | ------ | ------ | ----- | ----- |
| Нива (Тернополь)  | 2006/07          | ІІІ              | 7         | 0         | —     | —     | 0     | 0     | —      | —      | 7     | 0     |
| Нива (Тернополь)  | 2007/08          | ІІІ              | 12        | 0         | —     | —     | 1     | 0     | —      | —      | 13    | 0     |
| Нива (Тернополь)  | 2008/09          | ІІІ              | 10        | 2         | —     | —     | 0     | 0     | —      | —      | 10    | 2     |
| Нива (Тернополь)  | 2009/10          | ІІ               | 15        | 1         | —     | —     | 2     | 0     | —      | —      | 17    | 1     |
| Нива (Тернополь)  | Итого            | Итого            | 44        | 3         | 0     | 0     | 3     | 0     | 0      | 0      | 47    | 3     |
| Феникс-Ильичёвец  | 2009/10          | ІІ               | 17        | 0         | —     | —     | —     | —     | —      | —      | 17    | 0     |
| Феникс-Ильичёвец  | Итого            | Итого            | 17        | 0         | 0     | 0     | 0     | 0     | 0      | 0      | 17    | 0     |
| Нефтяник-Укрнефть | 2010/11          | ІІ               | 6         | 0         | —     | —     | 2     | 0     | —      | —      | 8     | 0     |
| Нефтяник-Укрнефть | Итого            | Итого            | 6         | 0         | 0     | 0     | 2     | 0     | 0      | 0      | 8     | 0     |
| Львов             | 2010/11          | ІІ               | 2         | 0         | —     | —     | —     | —     | —      | —      | 2     | 0     |
| Львов             | Итого            | Итого            | 2         | 0         | 0     | 0     | 0     | 0     | 0      | 0      | 2     | 0     |
| Энергетик         | 2011/12          | ІІ               | 20        | 1         | —     | —     | 1     | 0     | —      | —      | 21    | 1     |
| Энергетик         | Итого            | Итого            | 20        | 1         | 0     | 0     | 1     | 0     | 0      | 0      | 21    | 1     |
| Николаев          | 2011/12          | ІІ               | 13        | 4         | —     | —     | —     | —     | 1      | 0      | 14    | 4     |
| Николаев          | 2012/13          | ІІ               | 19        | 3         | —     | —     | 0     | 0     | —      | —      | 19    | 3     |
| Николаев          | Итого            | Итого            | 32        | 7         | 0     | 0     | 0     | 0     | 1      | 0      | 33    | 7     |
| Олимпик           | 2012/13          | ІІ               | 10        | 1         | —     | —     | —     | —     | —      | —      | 10    | 1     |
| Олимпик           | 2013/14          | ІІ               | 26        | 3         | —     | —     | 1     | 0     | —      | —      | 27    | 3     |
| Олимпик           | 2014/15          | І                | 7         | 3         | 2     | 0     | 3     | 0     | —      | —      | 10    | 3     |
| Олимпик           | Итого            | Итого            | 43        | 7         | 2     | 0     | 4     | 0     | 0      | 0      | 47    | 7     |
| Всего за карьеру  | Всего за карьеру | Всего за карьеру | 164       | 18        | 2     | 0     | 10    | 0     | 1      | 0      | 175   | 18    |

Источники статистических данных: официальные сайты ФФУ, Премьер-лиги